# Cestrum flavinervium
Cestrum flavinervium är en potatisväxtart som beskrevs av Francey. Cestrum flavinervium ingår i släktet Cestrum och familjen potatisväxter. Inga underarter finns listade i Catalogue of Life.